# 宇都宮市立瑞穂野南小学校
宇都宮市立瑞穂野南小学校（うつのみやしりつみずほのみなみしょうがっこう）とは、栃木県宇都宮市西刑部町にある公立の小学校である。

## 沿革
- 1873年（明治6年）5月 - 第1大学区39中学区8番小学校として、西刑部村開智学舎を設立
- 1882年（明治15年） -  開智学舎は西刑部村十王堂に校舎を新築、西刑部村と平塚村を学区とした
- 1888年（明治21年）4月 - 下桑島学校、涵育学校、開智学校を合併し下桑島尋常小学校と称したが実態は3校に分離していた
- 1889年（明治22年） - 瑞穂野尋常小学校に改称したが、統一校舎の新築はなかった
- 1901年（明治34年）3月10日 - 東刑部に新築移転および学区を分離し瑞穂野尋常小学校東校となる
- 1904年（明治37年）2月28日 - 西刑部、平塚地区は分離し瑞穂野尋常小学校西校となる
- 1914年（大正3年）
  - 4月1日 - 瑞穂野尋常小学校東校と瑞穂野尋常小学校西校を合併し瑞穂野尋常小学校南校となる
  - 8月に現在地に校舎建築着工し10月に竣工。10月1日を創立記念日とする
- 1940年（昭和15年）5月 - 瑞穂野村国民学校と改称
- 1954年（昭和29年）10月1日 - 宇都宮市へ編入合併により宇都宮市立瑞穂野南小学校に改称
- 1965年（昭和40年）8月30日 - 2階建て校舎第二期工事（4教室）完了し、昭和11年建設の西校舎を解体
- 1968年（昭和43年）
  - 2月1日 - 昭和42年度卒業記念として時計塔設置
  - 6月 - 簡易プール完成
- 1970年（昭和45年）11月 - 体育館兼講堂完成
- 1992年（平成4年）3月 - 新校舎落成し4月より新校舎使用開始、5月に木造校舎解体

## 通学区域
- 宇都宮市[1]
  - 西刑部町の一部
  - 東刑部町の一部
  - 東木代町
  - 平塚町

## 進学先中学校
- 宇都宮市立瑞穂野中学校

中学受験などを受け、宇都宮大学共同教育学部附属中学校や栃木県立宇都宮東高等学校・附属中学校、私立中学校などへ進学する場合もある。

## 交通
- JR東北本線宇都宮駅より関東バスの本郷台西汗行で「中坪天神前」バス停下車